# Eugene M. Kulischer
Eugene M. Kulischer (russisch Евгений Михайлович Кулишер / Jewgeni Michailowitsch Kulischer; geboren 4. September 1881 in Kiew, Russisches Kaiserreich; gestorben 2. April 1956 in Washington, D.C.) war ein russisch-US-amerikanischer Soziologe.

## Leben
Kulischers Vater Michail Ignatjewitsch Kulischer (1847–1919) hat bereits an demografischen Problemen gearbeitet. Kulischer studierte Rechtswissenschaft an der Universität St. Petersburg. Er beschäftigte sich mit Fragen der Demografie, Migration, Bevölkerungsbewegung und des Arbeitsmarktes. Er war ein ausgewiesener Experte für Russland, dokumentierte die Zahl der im Holocaust getöteten oder umgekommenen Menschen und erforschte die Bevölkerungsbewegungen im Anschluss an den Zweiten Weltkrieg. Von ihm stammt der Begriff Displaced Persons.
Nach der Oktoberrevolution floh Kulischer 1920 von Russland nach Deutschland, nach dem Zusammenbruch der Weimarer Republik floh er nach Dänemark, 1936 ging er nach Paris, 1941 floh er vom besetzten in den unbesetzten Teil Frankreichs und von dort über Spanien und Portugal in die Vereinigten Staaten. Kulischer erstellte in den USA für das Verteidigungsministerium und den Geheimdienst Office of Strategic Services Prognosen über Flüchtlings- und Wanderungsbewegungen als Folge der Kampfhandlungen und war unter anderem als Berater des International Labor Office, des Bureau of the Census und in der Library of Congress beschäftigt war.
Er formulierte als Kernsatz der Migrationsforschung, dass die Geschichte des Menschen die Geschichte seiner Wanderungsbewegungen ist.
Kulischers Bruder Alexander Kulischer (1890–1942), mit dem er im Jahr 1932 die erste große Untersuchung zur Migration veröffentlicht hatte, wurde bei der Flucht in Südfrankreich verhaftet und ein Opfer des Holocaust. Sein älterer Bruder Iossif Michailowitsch Kulischer (1878–1933) war ein russisch-sowjetischer Wirtschaftswissenschaftler.

## Schriften (Auswahl)
- Alexander Kulischer; Eugen Kulischer: Kriegs- und Wanderzüge, Weltgeschichte als Völkerbewegung, Berlin-Leipzig 1932.
- The Displacement of Population in Europe, Montreal 1943.
- Europe on the Move: War and Population Changes, 1917–1947, New York 1948.